# Giai cấp công nhân

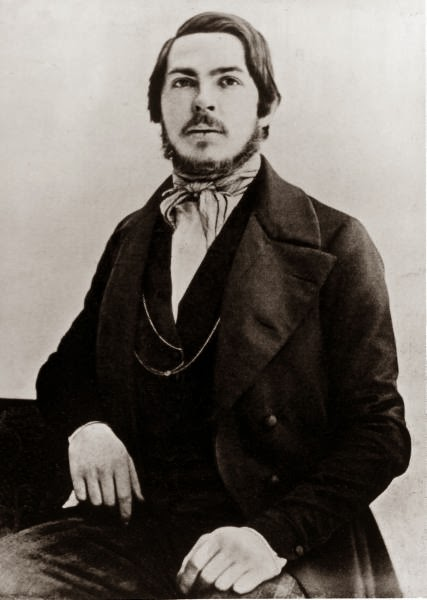
Engels, người đã xác định vai trò lịch sử của giai cấp công nhân

Giai cấp công nhân theo Karl Marx là giai cấp của những người công nhân và người lao động phải bán sức lao động để đổi lấy tiền lương và họ không phải là chủ sở hữu của phương tiện sản xuất. Cũng theo Marx, giai cấp công nhân là giai cấp tạo ra các giá trị thặng dư và sự giàu có cho xã hội. Ngày nay, đây là giai cấp lao động sản xuất ra của cải vật chất trong lĩnh vực công nghiệp với trình độ kỹ thuật và công nghệ ngày càng hiện đại. Sản phẩm thặng dư do họ làm ra là nguồn gốc chủ yếu cho sự giàu có và phát triển xã hội.

## Đặc điểm
Giai cấp công nhân trong xã hội tư bản chủ nghĩa hay còn được gọi là giai cấp vô sản. Trong tác phẩm "Những nguyên lý của chủ nghĩa cộng sản F.Engels định nghĩa: 
| “        | Giai cấp vô sản là một giai cấp xã hội hoàn toàn chỉ kiếm sống bằng việc bán lao động của mình, chứ không phải sống bằng lợi nhuận của bất cứ tư bản nào, đó là một giai cấp mà hạnh phúc và đau khổ, sống và chết toàn bộ sự sống còn của họ đều phụ thuộc vào số cầu về lao động, tức là vào tình hình chuyển biến tốt hay xấu của công việc làm ăn, vào những biến động của cuộc cạnh tranh không gì ngăn cản nổi | ” |
| — Engels | |   |

Tuy vậy, không chính xác khi gọi giai cấp vô sản là giai cấp công nhân. Giai cấp công nhân là giai cấp vô sản có trình độ lao động công nghiệp cao, là đứa con của nền đại công nghiệp hiện đại.
| “        | Thực hiện sự nghiệp giải phóng thế giới ấy, - đó là sứ mệnh lịch sử của giai cấp vô sản hiện đại | ” |
| — Engels |                                                                                                  |   |

Trong giai đoạn hiện nay, giai cấp công nhân đã có những biến đổi mới: "Giai cấp công nhân là một tập đoàn xã hội ổn định, hình thành và phát triển cùng với sự phát triển của nền công nghiệp hiện đại, với nhịp độ phát triển của lực lượng sản xuất có tính xã hội hóa ngày càng cao, là lực lượng sản xuất cơ bản, tiên phong, trực tiếp hoặc gián tiếp tham gia vào quá trình sản xuất, tái sản xuất ra của cải vật chất và cải tạo các quan hệ xã hội; là lực lượng chủ yếu của tiến trình lịch sử quá độ từ chủ nghĩa tư bản lên chủ nghĩa xã hội. Ở các nước tư bản chủ nghĩa, giai cấp công nhân là những người không có hoặc về cơ bản không có tư liệu sản xuất phải làm thuê cho giai cấp tư sản và bị giai cấp tư sản bóc lột giá trị thặng dư; ở các nước xã hội chủ nghĩa, họ là người đã cùng nhân dân lao động làm chủ những tư liệu sản xuất và cùng nhau hợp tác lao đông vì lợi ích chung của toàn xã hội trong đó có lợi ích chính đáng của bản thân họ".
Tại Việt Nam, theo Hồ Chí Minh, tất cả những người không có tư liệu sản xuất, phải bán sức lao động mà sống, bất kỳ họ lao động trong công nghệ hay là trong nông nghiệp, bất kỳ họ làm nghề gì, cũng đều thuộc giai cấp công nhân. Chủ chốt của giai cấp ấy, là những công nhân tại các xí nghiệp như nhà máy, hầm mỏ, xe lửa v.v. Những công nhân thủ công nghệ, những người làm thuê ở các cửa hàng, những cố nông v.v. cũng thuộc giai cấp công nhân. Nhưng chỉ công nhân công nghệ là hoàn toàn đại biểu cho đặc tính của giai cấp công nhân.
Cũng theo Hồ Chí Minh, đặc tính cách mạng của giai cấp công nhân là: kiên quyết, triệt để, tập thể, có tổ chức, kỷ luật. Công nhân là giai cấp tiền tiến nhất trong sức sản xuất, có trách nhiệm đánh đổ chế độ tư bản và đế quốc, xây dựng một xã hội mới. Vì những lẽ đó, giai cấp công nhân có thể lĩnh hội và thấm nhuần một tư tưởng cách mạng nhất: chủ nghĩa Marx Lenin. Đồng thời, tinh thần đấu tranh của họ ảnh hưởng và làm gương cho các tầng lớp khác. Do đó, về mặt chính trị, tư tưởng, tổ chức và hành động, giai cấp công nhân đều giữ vai trò lãnh đạo.
Từ khi Đại hội Đảng toàn quốc lần thứ X năm 2006 cho phép Đảng viên làm kinh tế tư nhân. và Đại hội Đảng toàn quốc lần thứ XI năm 2011 thí điểm kết nạp chủ doanh nghiệp tư nhân vào Đảng, thì chủ nhân của giai cấp công nhân ngày nay có thể cũng là Đảng viên Đảng Cộng sản Việt Nam, mà theo điều 4 Hiến pháp 1992, là đội tiên phong của giai cấp công nhân Việt Nam, đại biểu trung thành quyền lợi của họ.

## Quan niệm
Về phương thức lao động, phương thức sản xuất: Giai cấp công nhân là những người lao động trực tiếp hay gián tiếp vận hành các công cụ sản xuất có tính chất công nghiệp ngày càng hiện đại và xã hội hóa cao.
Về vị trí trong quan hệ sản xuất tư bản chủ nghĩa: Giai cấp công nhân là những người lao động không có tư liệu sản xuất, phải bán sức lao động cho nhà tư bản và bị nhà tư bản bóc lột về giá trị thặng dư.

## Sứ mệnh lịch sử

### Quan điểm
Hiện nay, cách mạng vô sản trên thế giới chưa (chứ dùng "không" là chưa chính xác theo các nhà cầm quyền và lý luận cánh tả-cộng sản) có điều kiện nổ ra, nhiều người không vì thế mà nghi ngờ sứ mệnh lịch sử của giai cấp công nhân. Tuy nhiên, những nhà kinh điển Marx - Lenin vẫn cho rằng, chừng nào mà quan hệ bóc lột vẫn còn, thì cuộc cách mạng xã hội chủ nghĩa do giai cấp công nhân lãnh đạo vẫn có cơ hội nổ ra, nhằm thay thế nhà nước mà họ gọi là nhà nước tư sản và giai cấp tư sản bằng nhà nước vô sản tại các nước phi cộng sản-cánh tả và xã hội chủ nghĩa.

### Khái niệm
Sứ mệnh lịch sử của giai cấp công nhân: Thông qua đội tiền phong là Đảng Cộng sản, giai cấp công nhân tổ chức lãnh đạo nhân dân đấu tranh để giải phóng mình và giải phóng toàn xã hội khỏi mọi áp bức, bất công, xoá bỏ chủ nghĩa tư bản và các chế độ áp bức, bóc lột, bất công để xây dựng chủ nghĩa xã hội và chủ nghĩa cộng sản trên phạm vi toàn thế giới.

### Nội dung
- Về kinh tế, giai cấp công nhân là lực lượng sản xuất cơ bản sản xuất ra của cải vật chất cho xã hội mới - xã hội chủ nghĩa.
- Về chính trị - xã hội, dưới sự lãnh đạo của Đảng Cộng sản, giai cấp công nhân giành chính quyền, xây dựng nhà nước mới của nhân dân.
- Về văn hóa – tư tưởng, giai cấp công nhân xây dựng một xã hội công bằng, bình đẳng; xây dựng nền văn hóa, con người mới với tư tưởng, đạo đức xã hội chủ nghĩa...

### Điều kiện quy định

#### Về khách quan
Theo Mác và Ăngghen, sứ mệnh lịch sử của giai cấp công nhân không phải do ý muốn chủ quan của giai cấp công nhân hoặc do sự áp đặt của các nhà tư tưởng mà do những điều kiện khách quan quy định.
- Thứ nhất, là do địa vị kinh tế của giai cấp công nhân quy định. Giai cấp công nhân là đại diện cho phương thức sản xuất tiên tiến và lực lượng sản xuất hiện đại mang trình độ xã hội hóa cao. Nền sản xuất hiện đại với xu thế xã hội hóa mạnh mẽ hiện nay đang tạo ra “tiền đề thực tiễn tuyệt đối cần thiết” cho sự nghiệp xây dựng xã hội mới. Giai cấp công nhân là sản phẩm và chủ thể của nền đại công nghiệp; sản xuất vật chất là chủ yếu; do đó, là giai cấp quyết định sự tồn tại và phát triển của xã hội. Trong chủ nghĩa tư bản, xét từ địa vị chính trị giai cấp công nhân là đối tượng bị bóc lột trực tiếp và nặng nề nhất nên họ có tinh thần cách mạng triệt để và là giai cấp cách mạng nhất.
- Thứ hai là do đặc điểm chính trị xã hội của giai cấp công nhân quy định. Quá trình dân chủ hóa trong đời sống tư bản chủ nghĩa là hệ quả của xu thế xã hội hóa sản xuất và là kết quả của đấu tranh vì dân chủ và tiến bộ xã hội của giai cấp công nhân và nhân dân lao động, cũng tạo ra điều kiện thuận lợi để giai cấp công nhân tập dượt và từng bước thực hiện sứ mệnh của mình. Sự thống nhất cơ bản về lợi ích của giai cấp công nhân với lợi ích của nhân dân lao động cũng tạo ra điều kiện để hiện thực hóa đặc điểm này. Trong cuộc đấu tranh ấy vị trí của giai cấp công nhân là giai cấp thống trị về chính trị, lãnh đạo toàn xã hội thông qua đội tiên phong của mình là Đảng cộng sản.
- Thứ ba là do mâu thuẫn cơ bản của chủ nghĩa tư bản quy định. Quá trình sản xuất mang tính xã hội hóa cao làm cho mâu thuẫn cơ bản trong lòng phương thức sản xuất tư bản chủ nghĩa; đó là mâu thuẫn giữa tính chất xã hội hóa ngày càng cao của lực lượng sản xuất với tính chất tư hữu của quan hệ sản xuất. Mâu thuẫn cơ bản của phương thức sản xuất tư bản chủ nghĩa thể hiện ra về mặt xã hội là mâu thuẫn cơ bản giữa các giai cấp công nhân và tư sản. Giải quyết mâu thuẫn là động lực chính của cuộc đấu tranh giai cấp hiện đại và giai cấp công nhân chính là lực lượng xã hội có sứ mệnh lịch sử ấy.

#### Về chủ quan
- Thứ nhất là sự phát triển của bản thân giai cấp công nhân

Với tư cách là chủ thể thực hiện sứ mệnh lịch sử, sự phát triển giai cấp công nhân là yếu tố chủ quan quy định chất lượng và quy mô, tốc độ của quá trình này; là kết quả của quá trình phát triển tự thân, tự giác, chủ động. Sứ mệnh lịch sử chỉ được thực hiện khi: giai cấp vô sản phát triển đầy đủ để tự cấu thành giai cấp; cuộc đấu tranh của giai cấp vô sản với giai cấp tư sản mang tính chất chính trị; lực lượng sản xuất phát triển đầy đủ trong lòng bản thân giai cấp tư sản để hé ra cho người ta thấy được những điều kiện vật chất cần thiết cho sự giải phóng của giai cấp vô sản và sự thành lập một xã hội mới...
Sự phát triển giai cấp công nhân được thể hiện trên các phương diện: phát triển về lượng và phát triển về chất.
Sự phát triển về lượng của giai cấp công nhân bao gồm sự phát triển số lượng, tỷ lệ và cơ cấu... phù hợp với yêu cầu của sản xuất công nghiệp hiện đại và cơ cấu kinh tế. Thông qua sự phát triển về lượng có thể thấy được trình độ, quy mô của công nghiệp hóa và sự chuẩn bị về lượng của giai cấp công nhân để thực hiện sứ mệnh lịch sử của mình.
Sự phát triển về chất của giai cấp công nhân được thể hiện trên hai mặt: năng lực làm chủ công nghệ hiện đại và ý thức giác ngộ giai cấp, ý thức dân tộc. Với tư cách là bộ phận quan trọng nhất của lực lượng sản xuất hiện đại, năng lực làm chủ công nghệ hiện đại của công nhân xác nhận vị thế đại diện cho phương thức sản xuất tiên tiến, vì họ là giai cấp thường trực của xã hội hiện đại gắn liền với những tiến bộ của sản xuất công nghiệp ngày càng hiện đại. Với tư cách là chủ thể của sứ mệnh lịch sử, giai cấp công nhân cần phải đạt tới trình độ giác ngộ cao về chính trị, trước hết ở trình độ giác ngộ về giai cấp; phải hiểu biết ở tầm lý luận về “mình là gì và cần phải làm gì với lịch sử” được tập trung trong nhận thức về sứ mệnh lịch sử của giai cấp công nhân. Trong xã hội hiện đại, giai cấp công nhân cũng là đại biểu cho lợi ích chân chính của dân tộc; cùng với dân tộc để giải quyết những nhiệm vụ lịch sử trong quá trình phát triển của quốc gia dân tộc - đó là phẩm chất chính trị cần được tu dưỡng với giai cấp công nhân và chính đảng của nó.
- Thứ hai, Đảng cộng sản là điều kiện chủ quan quan trọng nhất để giai cấp công nhân thực hiện thắng lợi sứ mệnh lịch sử

Mác - Lênin khẳng định, việc giai cấp công nhân tổ chức được một chính đảng của mình là dấu hiệu đã trở thành giai cấp tự giác và trưởng thành về chính trị, tư tưởng và tổ chức để thực hiện sứ mệnh lịch sử. Về mặt thực tiễn, những người cộng sản là bộ phận kiên quyết nhất trong các đảng công nhân ở tất cả các nước, là bộ phận luôn luôn thúc đẩy phong trào tiến lên. Về mặt lý luận, họ hơn bộ phận còn lại của giai cấp vô sản ở chỗ là họ hiểu rõ những điều kiện, tiến trình và kết quả chung của phong trào vô sản. Sự hình thành Đảng Cộng sản là sự kết hợp giữa chủ nghĩa Mác - Lênin với phong trào công nhân - kết quả xã hội của quá trình công nghiệp hóa và đấu tranh giai cấp hiện đại.
Mục tiêu của Đảng là thực hiện nội dung chính trị trong sứ mệnh lịch sử của giai cấp công nhân, Tuyên ngôn của Đảng Cộng sản đã chỉ rõ: “Mục đích trước mắt của những người cộng sản cũng là mục đích trước mắt của tất cả các đảng vô sản khác: tổ chức những người vô sản thành giai cấp, lật đổ sự thống trị của giai cấp tư sản, giai cấp vô sản giành lấy chính quyền.”
Tính chất tiền phong trong thực tiễn và lý luận, tính tổ chức khoa học và chặt chẽ của Đảng xác định đây là người lãnh đạo, là hạt nhân của giai cấp công nhân. Sự lãnh đạo đúng đắn của Đảng về chiến lược, sách lược, tổ chức và tư tưởng là điều kiện đảm bảo cho giai cấp công nhân hoàn thành sứ mệnh lịch sử toàn thế giới.
- Thứ ba, thực hiện khối liên minh giai cấp giữa công nhân với nông dân, trí thức; vươn lên nắm ngọn cờ dân tộc và thực hiện chủ nghĩa quốc tế của giai cấp công nhân là những điều kiện chủ quan để tăng cường sức mạnh của giai cấp công nhân

Đó là sự thống nhất về tư tưởng, ý chí và đoàn kết, hợp tác hành động của giai cấp công nhân trên toàn thế giới đã được liên hiệp lại để chống chủ nghĩa tư bản toàn cầu và xây dựng hình thái kinh tế - xã hội cộng sản chủ nghĩa trên thế giới. C.Mác và Ph.Ăngghen đã từng chỉ rõ: “Tình cảnh của công nhân tất cả các nước đều giống nhau, bởi lẽ lợi ích của họ thống nhất, những kẻ thù của họ cùng là một, cho nên họ cần hiệp lực đấu tranh chung và họ cần đem liên minh anh em của công nhân tất cả các dân tộc đối lập với cái liên minh anh em của giai cấp tư sản tất cả các dân tộc.”
Cơ sở kinh tế của chủ nghĩa quốc tế đó trước tiên xuất phát từ tính chất xã hội hóa của sản xuất hiện đại. Do sự phát triển nhanh chóng của công nghiệp hiện đại với quy mô mở rộng và trình độ công nghệ ngày càng cao đã “nối liền tất cả các dân tộc trên trái đất lại với nhau” và phụ thuộc vào nhau. Chủ nghĩa quốc tế của giai cấp công nhân về cơ bản thống nhất với lợi ích chính đáng của các dân tộc và nó cũng đối lập với các biểu hiện tiêu cực của chủ nghĩa dân tộc. C.Mác và Ph.Ăngghen chỉ rõ:
"Muốn cho các dân tộc có thể thực sự đoàn kết lại thì họ phải có những lợi ích chung. Muốn cho những lợi ích của họ trở thành lợi ích chung thì những quan hệ sở hữu hiện có phải bị thủ tiêu, bởi lẽ những quan hệ sở hữu hiện tạo điều kiện cho một số dân tộc này bóc lột một số dân tộc khác; chỉ có giai cấp công nhân là thiết tha với việc thủ tiêu những quan hệ sở hữu hiện tồn. Duy chỉ có mình nó mới có thể làm được việc này. Giai cấp vô sản chiến thắng giai cấp tư sản đồng thời còn có nghĩa là khắc phục tất cả những cuộc xung đột dân tộc và xung đột công nghiệp hiện nay đang sinh ra sự thù hằn giữa các dân tộc. Vì vậy mà thắng lợi của giai cấp vô sản đối với giai cấp tư sản đồng thời còn là dấu hiệu giải phóng tất cả các dân tộc bị áp bức."

## Chủ nghĩa quốc tế

### Khái niệm
Chủ nghĩa quốc tế là hệ thống những quan điểm, tư tưởng, nhận thức về lập trường, về lợi ích quốc tế tạo thành cơ sở cho sự phối hợp hành động, tăng cường hợp tác giữa các quốc gia và nhân dân các nước. Chủ nghĩa quốc tế của giai cấp công nhân, hay còn gọi là chủ nghĩa quốc tế vô sản, là tình đoàn kết quốc tế; sự thống nhất về nhận thức, lập trường và hành động của giai cấp công nhân toàn thế giới trong cuộc đấu tranh cách mạng vì những mục tiêu cao cả của thời đại là hòa bình, độc lập dân tộc, dân chủ và chủ nghĩa xã hội; sự tôn trọng cương lĩnh, đường lối, chiến lược của mỗi đảng cộng sản và công nhân; trách nhiệm của mỗi đảng đó đối với công nhân, nhân dân lao động nước mình và công nhân, lao động các nước khác trên thế giới.

### Nội dung
Chủ nghĩa quốc tế của giai cấp công nhân đã được thực tiễn kiểm nghiệm là nguyên tắc hoạt động quan trọng, đặc trưng nhất của những lực lượng cộng sản chân chính; là nguyên lý xuyên suốt lý luận và thực tiễn của chủ nghĩa xã hội khoa học. Trong di sản kinh điển của chủ nghĩa Mác - Lênin và trên thực tế, chủ nghĩa quốc tế của giai cấp công nhân có những nội dung chủ yếu sau đây:
- Là ý thức về sự thống nhất lợi ích giai cấp của những người cộng sản trên toàn thế giới. C.Mác chỉ ra rằng chính nền đại công nghiệp và phương thức bóc lột giá trị thặng dư tư bản chủ nghĩa là nguyên nhân khách quan của thuộc tính này: “Điều kiện tồn tại của sự tư bản là lao động làm thuê. Lao động làm thuê hoàn toàn dựa vào sự cạnh tranh giữa công nhân với nhau. Sự tiến bộ của công nghiệp - mà giai cấp tư sản là người đại diện mặc nhiên của nó và không đủ sức chống lại nó - đem sự đoàn kết cách mạng của công nhân…”. Sự thống nhất đó tạo ra tiền đề cho mối quan hệ bình đẳng về lợi ích, tinh thần trách nhiệm với sự nghiệp chung của giai cấp công nhân ở các quốc gia dân tộc.
- Là sự thống nhất về tư tưởng và hành động trong giai cấp công nhân. Sự thống nhất về tư tưởng và hành động được xây dựng từ sự đồng cảm của những người cùng bị tư bản bóc lột, từ sự phát triển trí tuệ, từ cuộc đấu tranh tư tưởng, từ sự giáo dục của các tổ chức chính trị của giai cấp công nhân. V.I.Lênin đã chỉ rõ: "Muốn cách mạng xã hội chủ nghĩa thành công thì phải giáo dục công nhân tinh thần bình đẳng và hữu nghị dân tộc đầy đủ nhất. Đối lập với xã hội cũ cùng với sự bần cùng về kinh tế và sự điên rồ về chính trị của nó, đang xuất hiện một xã hội mới mà nguyên tắc quốc tế phải là hòa bình, bởi vì cùng một nguyên tắc giống nhau ngự trị ở tất cả các dân tộc lao động".
- Là sự thống nhất về mục tiêu đấu tranh để giai cấp công nhân trở thành đại biểu cho lợi ích toàn dân tộc và nhân loại. Trong thời đại đế quốc chủ nghĩa, V.I.Lênin đã phát hiện ra sự gắn bó về lợi ích sống còn giữa giai cấp công nhân và các dân tộc, từ đó Người đã phát triển khẩu hiệu hành động thành: "Vô sản toàn thế giới và các dân tộc bị áp bức đoàn kết lại!. Đối lập với thế giới cũ, cái thế giới của áp bức dân tộc, của sự phân tranh dân tộc hoặc của sự tách biệt giữa các dân tộc, công nhân đưa ra một thế giới mới, một thế giới trong đó những người lao động thuộc mọi dân tộc đoàn kết với nhau, trong đó không có chỗ cho bất cứ một đặc quyền đặc lợi nào, cũng như không có chỗ cho bất cứ một sự áp bức nhỏ nào giữa người với người".

### Cơ sở hình thành
- Do phương thức sản xuất tư bản chủ nghĩa phát triển dẫn đến lực lượng sản xuất xã hội hóa ngày càng cao, liên kết công nghiệp mang tính quốc tế cao: "Công nghiệp lớn tạo ra ở khắp nơi những quan hệ như nhau giữa các giai cấp xã hội và do đó xóa bỏ tính chất riêng biệt của những dân tộc khác nhau".
- Giai cấp tư sản là một lực lượng quốc tế nên giai cấp công nhân các nước phải liên kết để thực hiện sứ mệnh lịch sử của mình. Lê nin xác định: “Sự thống trị của tư bản là có tính chất quốc tế. Vì thế cuộc đấu tranh của công nhân ở tất cả các nước để tự giải phóng, chỉ có thể thành công được, nếu công nhân cùng nhau đấu tranh chống lại tư bản Quốc tế”.
- Từ thực tiễn lịch sử đấu tranh của giai cấp công nhân: “Vô sản tất cả các nước đoàn kết lại”.

### Chủ thể thực hiện
- Giai cấp công nhân
- Các dân tộc bị áp bức
- Nhân dân lao động
- Thực hiện thông qua đội tiền phong là đảng cộng sản, nhà nước xã hội chủ nghĩa hoặc các tổ chức chính trị của giai cấp công nhân.

### Hình thức
1. Các tổ chức quốc tế của giai cấp công nhân: Hội liên hiệp công nhân quốc tế (Quốc tế I - International Workingmen's Association September 28, 1864), (1864-1876); Quốc tế Xã hội chủ nghĩa (Quốc tế II  - Second International, 1889–1914); Communist  International – Quốc tế cộng sản (Quốc tế III, 1919-1943).
2. Hội nghị quốc tế: Hội nghị các Đảng cộng sản, Đảng công nhân 1957; Hội nghị các Đảng cộng sản, Đảng công nhân 1960; Hội nghị các Đảng cộng sản, Đảng công nhân 1969.
3. Các hình thức khác: Cục thông tin quốc tế, cuộc gặp quốc tế, hội thảo quốc tế, diễn đàn quốc tế, hội báo quốc tế...